# Molceon
Molceon (occità), Monceaux-sur-Dordogne o simplement Monceaux (francès) és un municipi francès al departament de la Corresa i a la regió de Nova Aquitània.

## Història
La vila s'esmenta per primer cop amb el nom de Castrum Mulcedonum, cap al 930, després sota les formes Molseon, 1114; Monceaulx, Moulceo, cap al 1315. El segon element del nom és el dunum gal representat per -donum a l'època franca (vegeu Austedonum al segle VI per a Augustodunum, Autun). Aquí va designar un lloc fortificat elevat.
L'estreta vall on es troba la població està, de fet, dominada pel Puy-du-Tour on s'han descobert importants restes d'un recinte de la segona edat del ferro, que controlava el pas de la Dordonya per una ruta de llarg recorregut molt antiga entre Armòrica i la Mediterrània. Les excavacions realitzades al jaciment de Puy-du-Tour van revelar que aquestes estructures protohistòriques pertanyien a un oppidum proveït d'una fortificació tipus murus gallicus i l'ocupació del qual va abastar el Neolític fins a finals del segle I aC (període final de La Tène).
El primer element del topònim és obscur. Durant l'edat mitjana, el nom, el significat del qual ja no s'entenia, va ser atret per l'occità moncel, monceu (“petita muntanya, turó”), del baix llatí monticellus.
El 1919 el municipi de Monceaux va prendre el nom de Monceaux-sur-Dordogne.

## Demografia
| 1962                                       | 1968 | 1975 | 1982 | 1990 | 1999 | 2007 |
| ------------------------------------------ | ---- | ---- | ---- | ---- | ---- | ---- |
| 837                                        | 948  | 812  | 722  | 703  | 665  | 682  |
| Des de 1962: població sense dobles comptes |      |      |      |      |      |      |

## Administració
| Període | Identitat        | Partit |
| ------- | ---------------- | ------ |
| 2001-   | Hubert Arrestier |        |